# Деметер, Роман Степанович
Роман Степанович Деметер (5 января 1920 — 31 мая 1989) — цыганский поэт, фольклорист, этнограф, педагог, кандидат педагогических наук, составитель цыганского словаря.

## Биография
Родился в многодетной семье кочевых цыган (кроме него было ещё 2 брата и 4 сестры). Отец Степан (Иштван) Деметер из кэлдэрарей прикочевал в Россию из Венгрии. Мать — Прасковья, была из рода цыган-сэрвов. Однако мать была грамотной, детей отдали в школу. Затем он и брат — Георгий Степанович — поступили в Ленинградский Институт физической культуры им. П. Ф. Лесгафта, там же он защитил кандидатскую диссертацию. Большую часть своей жизни Роман Степанович посвятил педагогике. Но основным делом его стало исследование фольклора цыган-кэлдэрарей. Р. С. Деметер собрал большую коллекцию стихов, песен и сказок, которые позже были опубликованы им совместно с братом — Петром Степановичем Деметер — известным цыганским композитором.
Большим вкладом в развитие цыганской культуры стало издание ими цыганского словаря кэлдэрарского диалекта.
Дочь — Тамара Романовна Деметер — цыганская художница, дизайнер костюмов.
Сын — Сергей Романович Деметер.
Умер в Москве в 1989 г.
Похоронен на кладбище в Черкизово (Пушкинский район, Московская область).

## Избранные труды
- Гриненко М. Ф., Деметер Р. С., Тихонов В. Н. Произвеодственная гимнастика для работников службы быта. — М.: Физкультура и спорт, 1970. — 72 с. — 10 000 экз.
- Деметер Р. С. Особенности методики учебно-тренировочных занятий лёгкой атлетикой на открытом воздухе зимой в физкультурном коллективе вуза: Автореф. дис. … канд. пед. наук. — М., 1955. — 12 с. — 100 экз.
- Деметер Р. С. Эмоции и отдых спортсмена. — М.: Знание, 1980. — 64 с. — (Новое в жизни. науке, технике. Сер. «Физкультура и спорт»; №11). — 55 300 экз.
- Деметер Р. С. Эмоции и сон спортсмена. — М.: Физкультура и спорт, 1978. — 47 с. — 5000 экз.
- Деметер Р. С., Деметер П. С. Цыганско-русский и русско-цыганский словарь (Кэлдерар. диалект) : 5300 слов. — М.: Рус. яз., 1990. — 336 с. — 6900 экз. — ISBN 5-200-00406-3.
- Образцы фольклора цыган - кэлдэрарей / Изд. подгот. Р. С. Деметер, П. С. Деметер. — М.: Наука, 1981. — 164 с. — 10 000 экз.